# Solarworld GT
Der Solarworld GT (GT steht für Gran Turismo) ist ein rein solar betriebenes Straßenfahrzeug gebaut von Studenten der Hochschule Bochum. Der Wagen befand sich zwischen Oktober 2011 und Dezember 2012 auf einer solarautarken Weltumrundung. Zuvor hat er an der World Solar Challenge teilgenommen.
Der Solarworld GT ist das vierte Fahrzeug der Hochschule Bochum und das erste dieser vier Solarfahrzeuge, welches der EG-Fahrzeugklasse L7e entspricht und damit eine Straßenzulassung bekommen hat. Der Wagen bietet Platz für zwei Personen und erreicht eine Höchstgeschwindigkeit von über 100 km/h. Angetrieben wird der Wagen von zwei Radnabenmotoren in den Fronträdern, deren Leistung auf je 5 kW gedrosselt ist. Das Fahrzeugleergewicht liegt bei etwa 300 kg, wovon die Batterien rund 50 kg einnehmen. Mit einer Batterieladung beträgt die Reichweite ohne Sonneneinstrahlung 400 km. Die verwendeten Solarzellen sind Mehrschicht-Solarzellen mit einem Wirkungsgrad von 29,2 %. Die Leistung der 3 m² Solarzellen auf dem Dach beträgt 823 W. Während der Weltumrundung befanden sich zusätzlich weitere 3 m² Solarzellen im Kofferraum, die bei Bedarf zum Laden aufgestellt werden konnten.

## Akkumulatoren
Für die World Solar Challenge 2011 standen nach Regularien für die Challengerklasse 21 kg Akkugewicht zur Verfügung. Dieses wurde aus 437 Zellen vom Typ LG aufgebaut und erreichte eine Akkukapazität von 4,9 kWh, dieser Akku hatte eine Nominalspannung von 86,25 V.
Um die Akkukapazität während der Weltumrundung zu erhöhen, wurde ein Akku Pack aus einem der Vorgängerfahrzeuge zusätzlich eingebaut. Dieses Akku Pack wiegt 25 kg, hat 532 Zellen vom Typ Sanyo 18650F, 4,9 kWh Kapazität und eine Nominalspannung von 103,6 V.
Nach der ESC 2014 wurde der WSC-Akku gegen ein weiteres Pack aus den Vorgängerfahrzeugen getauscht, so steht eine Konfiguration von 28s 38p mit 9,8 kWh zur Verfügung.

## Solarzellen
Bei den Solarzellen handelt es sich um Gallium-Arsenid-Tandem-Solarzellen des Unternehmens Azur Space Solar Power. Auf dem Dach befinden sich 935 Zellen, die je eine Spannung von 2,28 V und einen Strom von 1,1 A liefern können. Der maximale Wirkungsgrad einer Zelle beträgt 29,2 %. Um diesen Wirkungsgrad zu erreichen, werden in dem Wagen mehrere Maximum Power Point Tracker des Herstellers Brusa eingesetzt. Diese sorgen für den optimalen Arbeitspunkt der Solarzellen und passen die Solarzellenspannung an die Batteriespannung an.

## Rennbeteiligungen

### World Solar Challenge
Das Fahrzeug wurde speziell für die World Solar Challenge 2011 gebaut. Das Fahrzeug belegte auf Grund seiner Größe und seines hohen Gewichts den Platz 26, gewann aber den Design Award.

### European Solar Challenge
Vom 10. bis 12. Oktober 2014 nahm Solarworld GT – gemeinsam mit dem Nachfolgermodell PowerCore SunCruiser – an der European Solar Challenge (ESC) teil. Diese fand im Belgischen Zolder auf der ehemaligen Formel 1 Rennstrecke statt. Dort erreichte der Solarworld GT den 2. Platz und wurde somit Vize-Europameister 2014.
Tagebucheinträge, Bildergalerien und Videos von der ESC 2014 finden sich auf den SolarCar-Webseiten der Hochschule Bochum.
Ebenfalls nahm der Solarworld GT neben den zwei weiteren Bochumer Teilnehmern PowerCore SunCruiser sowie ThyssenKrupp SunRiser vom 23. bis 25. September an der European Solar Challenge 2016 teil, die wieder auf dem Belgischen Circuit Zolder stattfand. Die Besonderheit an dieser Teilnahme war, dass das Solarauto durchgängig stets mit zwei Personen besetzt war und Trotz der erschwerten Bedingungen die Disziplin KO Schicane mit der besten Zeit meisterte. Es wurde in der Gesamtwertung der vierte Platz knapp hinter dem ThyssenKrupp SunRiser auf Platz 3 erreicht.

## Weltumrundung
Die Weltumrundung begann am 26. Oktober 2011 nach der World Solar Challenge. Geplant war eine Strecke von über 28500 km. Die erste Etappe führte in 6 Tagen auf einer Strecke von 1333 km von Adelaide bis nach Sydney. Vom 24. November 2011 bis zum 8. Dezember 2011 wurden 1789 km in Neuseeland zurückgelegt. Nach einem Monat Verschiffungspause führte die Strecke dann weiter von San Francisco (31. Januar 2012) über Dallas nach Charleston, South Carolina (22. März 2012). In den USA wurden 6553 km zurückgelegt. Die nun längste ununterbrochene Etappe startete am 1. Mai 2012 und führte von der Università della Calabria, Cocenza in Italien über Monaco, Frankreich, Luxemburg, Deutschland, Tschechien, Österreich, Ungarn, Rumänien, Moldawien, und die Ukraine nach Russland. Dort wurde der Wagen dann erneut am 23. September 2012 in Wladiwostok nach 15023 km Fahrt auf ein Schiff verladen, um zurück nach Australien zu kommen. Dort wurde die Strecke der World Solarcar Challenge, von Darwin nach Adelaide vom 3. bis zum 13. Dezember 2012 noch einmal gefahren, um dann in Harndorf die Weltumrundung nach 29753 km zu beenden. Pro Tag wurden im Durchschnitt 130 Kilometer gefahren.

## Das Team
Während des Rennens bestand das Team aus rund 30 Studenten, die auch für den Bau des Fahrzeuges verantwortlich waren. Nach dem Rennen wurde die Personenanzahl pro Etappe auf 8 bis 11 Personen reduziert. Während der Weltumrundung wechselten sich die Studierenden aus den Fachbereichen Maschinenbau, Mechatronik, Elektrotechnik, Geoinformatik und Wirtschaftsingenieurwesen der Hochschule Bochum monatlich ab.
Mittlerweile besteht das Team in Kooperation mit den andern Modellen, Solarworld No.1 PowerCore SunCruiser, SunRiser und blue.cruiser als Verein BOSolarCar e.V. fort. Das Team kümmert sich um anstehende Reparaturen, die Teilnahme an weiteren Rennen sowie die technische Weiterentwicklung am Auto.